# Mehdi Baala
Mehdi Baala, francoski atlet, * 17. avgust 1978, Strasbourg, Francija.
Baalova paradna disciplina je tek na 1500 m, v katerem je osvojil dva evropska naslova, svetovno srebro in olimpijski bron. S tem velja za najboljšega francoskega srednjeprogaša vseh časov. V lasti ima 4 državne rekorde na prostem (800 m: 1:43.15, 1000 m: 2:13.96, 1500 m: 3:28.98 in 2000 m: 4:53.12) in še 3 dvoranske francoske državne rekorde.

## Kariera
Baala je svoj preboj na prizorišče svetovne atletike napravil na Poletnih olimpijskih igrah 2000 v avstralskem Sydneyju. Tam spodaj je v svoji paradni disciplini, teku na 1500 m, zasedel četrto mesto. Za tretjeuvrščenim Kenijcem Bernardom Lagatom in olimpijskim bronom je zaostal za sekundo in sedem desetink. Temu odličnemu dosežku je sledil padec, saj je na Svetovnem prvenstvu leta 2001 v kanadskem Edmontonu zasedel šele 12. mesto. Leta 2002 je nato Baala na najboljši možni način popravil slabši izid iz Edmontona, saj je slavil na Evropskem prvenstvu. Do zlate kolajne se je na Olimpijskem stadionu v Münchnu dokopal po napeti končnici in fotofinišu - drugo mesto je z enakim časom (3:45.25) zasedel Španec Reyes Estévez.
Pariškega Svetovnega prvenstva naslednje leto se je tako udeležil kot aktualni evropski prvak in pred pričetkom kot domači tekmovalec tudi veljal za glavnega favorita za zmago. Načrte mu je v finalu prekrižal Maročan Hicham El Guerrouj, ki si je s časom 3:31.77 pritekel četrti zaporedni naslov svetovnega prvaka. Baala se je moral zadovoljiti z drugim mestom in časom 3:32.31, medtem ko je bil tretji Ukrajinec Ivan Heško. Po evropskem zlatu in svetovnem srebru je Baala z velikimi pričakovanji vstopil v sezoni 2004 in 2005. Vse načrte o dobremu olimpijskem nastopu mu je na Poletnih olimpijskih igrah 2004 preprečil že kvalifikacijski tek, v katerem je zasedel šele 30. mesto in se tako nenadejano predčasno poslovil od nadaljnjega tekmovanja. Tudi na Svetovnem prvenstvu 2005 mu ni ravno uspel veliki met, saj je sredi finske prestolnice nastop na 1500 m zaključil že v polfinalu. V Helsinkih se je predstavil še v teku na 800 m ter se v svoji drugorazredni disciplini dokopal do finala in naposled končal kot šesti (1:45.32).
Leta 2006 je Baalo čakal težak preizkus, saj je na krilih povprečnih rezultatov iz prejšnjih dveh sezon branil svoj evropski naslov na 1500 m. Na prvenstvu v švedskem Göteborgu je najprej v kvalifikacijah zmagal s časom 3:39.74. Dober izid iz kvalifikacij je nato potrdil tudi v finalu, saj je s približno enakim časom (3:39.02) prehitel vso konkurenco in Franciji priboril zlato kolajno. Drugouvrščeni Ukrajinec Heško je za njim zaostal za pol sekunde, tretje mesto pa je zasedel Španec Juan Carlos Higuero. S tem je leta 2007 na Svetovno prvenstvo vnovič odpotoval kot aktualni evropski prvak, a je s tekmovanjem zaključil že v polfinalu. Pri tem je imel precej smole, saj je v sami ciljni ravnini iztegnil svoj komolec in povzročil padec dveh svojih tekmecev. Odgovorni funkcionarji tako niso imeli druge izbire, kot da so ga diskvalificirali.
Leta 2008 se je Baala udeležil svojih tretjih Poletnih olimpijskih iger, a je v Pekingu le ponovil dosežek iz Sydneya izpred osmih let - še enkrat je končal kot četrti. Vseeno je imel tokrat več sreče, saj so bahrajnskega tekmovalca Rašida Ramzija na dopinški kontroli ujeli pozitivnega na poseben derivat eritropoetina, imenovan Mircera. Ramzi je zatorej izgubil svoje olimpijsko zlato in končni vrstni red je postal sledeč: prvo mesto je pripadlo Kenijcu Asbelu Kiprutu Kipropu (3:33.11), drugo Novozelandcu Nicholasu Willisu, tretje mesto in bron pa sta romala v roke Baale (3:34.21).

## Osebni rekordi
| Disciplina         | Dosežek | Prizorišče           | Datum             |
| ------------------ | ------- | -------------------- | ----------------- |
| 800 m              | 1:43.15 | Rieti, Italija       | 8. september 2002 |
| 800 m (v dvorani)  | 1:44.82 | Stockholm, Švedska   | 18. februar 2003  |
| 1000 m             | 2:13.96 | Strasbourg, Francija | 26. junij 2003    |
| 1000 m (v dvorani) | 2:17.01 | Karlsruhe, Nemčija   | 13. februar 2005  |
| 1500 m             | 3:28.98 | Bruselj, Belgija     | 5. september 2003 |
| 1500 m (v dvorani) | 3:34.71 | Karlsruhe, Nemčija   | 15. februar 2009  |
| 2000 m             | 4:53.12 | Strasbourg, Francija | 23. junij 2005    |
| 3000 m (v dvorani) | 8:08.06 |                      | 1. januar 1998    |

- Vir:[5]